# Micoproteina
Le micoproteine – dette anche proteine fungine – sono gli albuminoidi che compongono il costituente principale del protoplasma della cellula dei funghi. Il termine deriva dal greco mykos che significa per l'appunto "fungo" ed indica le proteine derivate dai funghi, compresi lieviti e muffe.
La principale micoproteina venduta in Europa e Nord America è conosciuta con il marchio commerciale di Quorn, originariamente concepito come fonte alimentare per combattere i periodi di carestia.
La fonte principale di micoproteine per il Quorn è il Fusarium venenatum, una muffa cresciuta in vasche riempite di sciroppo di glucosio che respira aerobicamente. Perciò per permettere una crescita ottimale, le colture sono arricchite di ossigeno. Per aumentare la quantità di proteine prodotte, viene aggiunto azoto (sotto forma di ammonio), assieme a vitamine e minerali importanti per la crescita cellulare. Le vasche sono mantenute a temperatura costante e il fungo può raddoppiare la sua massa ogni cinque ore.
Il fermentatore è riempito prima con il substrato, dopodiché vengono inoculate le spore. Quando la quantità desiderata di micoproteine viene raggiunta, un foro sul fondo fa fuoriuscire il substrato liquido. Le micoproteine sono poi separate e purificate. Il risultato è un solido giallo pallido con un leggero gusto di funghi. Differenti aspetti e sapori possono essere aggiunti per aumentare la varietà.
La proteina è un tipo di proteine da singola cellula (SCP) e venne prodotta per la prima volta agli inizi degli anni '80.
Circa un consumatore su 140.000 è allergico alle micoproteine. Il Centro per la Scienza nell'Interesse Pubblico ritiene che ciò può risultare in "vomito, nausea, diarrea, orticaria e potenzialmente fatali reazioni anafilattiche". Per fare un confronto, in Inghilterra, su 140.000 persone 70 sono allergiche agli arachidi.